# Donna Hanover
Donna Ann Kofnovec (Oakland, 13 de fevereiro de 1950) é uma jornalista, produtora e atriz norte-americana. De 1994 a 2001 foi primeira-dama da cidade de Nova Iorque, quando casada com o então prefeito Rudy Giuliani, os dois permaneceram juntos por 18 anos.